# Chorus (revue)
Pour les articles homonymes, voir Chorus et Paroles et Musique.
 (juillet 2023).
Si vous disposez d'ouvrages ou d'articles de référence ou si vous connaissez des sites web de qualité traitant du thème abordé ici, merci de compléter l'article en donnant les références utiles à sa vérifiabilité et en les liant à la section « Notes et références ».
Chorus (Les Cahiers de la chanson) est une revue musicale française trimestrielle, fondée en septembre 1992 par Fred et Mauricette Hidalgo.
Elle est devenue la publication de référence de la chanson française, et plus généralement de l'espace francophone, en couvrant l'actualité, mais aussi le patrimoine et le devenir de la chanson d'expression française.
La publication de la revue a pris fin durant l'été 2009, à la suite de la mise en liquidation judiciaire de la société éditrice, qui avait été reprise l'année précédente par un groupe de presse indépendant.

## Historique

### Successeur de Paroles et Musique
Faisant suite au précédent magazine Paroles et Musique (le mensuel de la chanson vivante) — également fondé par Fred et Mauricette Hidalgo — en juin 1980, Fred et Mauricette Hidalgo créent la revue Chorus (Les Cahiers de la chanson) en 1992. Chorus connait d'emblée un grand succès auprès des amateurs de chanson d'expression française et de l'espace francophone, en contribuant notamment à la découverte de nombreux artistes de nouvelle génération, et en s'imposant comme "l'organe de référence de la chanson francophone".

### Reprise et disparition
En juin 2008, après seize ans d'existence, Chorus a été repris par un groupe de presse indépendant, sachant que ses fondateurs devaient demeurer au moins trois ans à la tête de la rédaction. Mais cette reprise, au lieu d'assurer la pérennité du titre, s'est soldée par un échec puisque son nouvel éditeur a déposé le bilan un an plus tard, le 22 juillet 2009, avec liquidation immédiate de la société éditrice "Les Éditions du Verbe".
En novembre 2009, Fred Hidalgo a créé un blog intitulé "Si ça vous chante", régulièrement classé au top des blogs, pour y poursuivre son action inlassable "de défense et illustration" de la chanson francophone.

## Contenu
Trimestrielle, paraissant le premier jour de chaque saison, forte de 196 pages, la revue Chorus (Les Cahiers de la chanson) déclinait l'actualité de la chanson francophone sous toutes ses formes (disques, livres, scène, interviews, reportages, enquêtes, chroniques...), et proposait à la fois des "rappels" du patrimoine et un cahier consacré aux nouveaux talents découverts par son équipe. Chaque numéro comportait en outre et surtout deux importants dossiers monographiques de référence (plus de vingt pages chacun, parfois beaucoup plus). Après l’éditorial de Fred Hidalgo, directeur et rédacteur en chef, la revue était organisée en de nombreuses rubriques, regroupées sous plusieurs parties : "À l’affiche", "Actualité", "Scènes", "Dossier", "Coulisses", "A suivre", "À la coda"...

## Principaux collaborateurs
Autour de Fred et Mauricette Hidalgo, respectivement directeur de la rédaction-rédacteur en chef et secrétaire générale de la rédaction, l'équipe rédactionnelle de Chorus comprenait d'une part un comité de rédaction (composé à l'origine de François-Régis Barbry, Pascale Bigot, Jean-Claude Demari, Serge Dillaz, Marc Legras, Daniel Pantchenko, Marc Robine, Jean Théfaine, Michel Trihoreau, Francis Vernhet et Albert Weber) ; d'autre part des collaborateurs réguliers (parmi lesquels Marie-Agnès Boquien, Michel Bridenne, Yannick Delneste, Bertrand Dicale, Damien Glez, Michel Kemper, Valérie Lehoux, Stéphanie Thonnet, Michel Troadec, Jacques Vassal ou encore Jean-Michel Boris qui tenait une chronique exclusive). Ainsi que des correspondants permanents dans l'espace francophone (François Blain pour le Québec, Thierry Coljon pour la Belgique et Olivier Horner pour la Suisse).

## Publications chez Fayard/Chorus
Après avoir coédité en 1998 le livre-somme de Marc Robine, Grand Jacques, Le Roman de Jacques Brel, Fred et Mauricette Hidalgo ont créé en septembre 2003 avec Claude Durand, président de la Librairie Arthème Fayard, un « Département chanson Fayard/Chorus » en coédition. Destiné à compléter le travail de la revue principalement tourné vers l’actualité, ce département s'est illustré par la publication d’ouvrages de référence sur la chanson, quel qu’en soit le genre (biographique, historique, thématique...) ou la forme, sous la direction littéraire de Fred Hidalgo.
Depuis 2003, une vingtaine d’ouvrages de référence ont été publiés sous le label Fayard/Chorus, parmi lesquels :
- Brel, Brassens, Ferré, trois hommes dans un salon, de François-René Cristiani et Jean-Pierre Leloir, "beau livre", 2003, 82 pages.
- Il était une fois la chanson française, des origines à nos jours, de Marc Robine, 2004, 270 pages.
- Balades en Nougarie, de Christian Laborde :

1. Nougaro, la voix royale, 2004, 184 pages.
2. Nougaro, L'Homme aux semelles de swing, 2004, 150 pages.

- Cabrel, Goldman, Simon, Souchon, les chansonniers de la table ronde, de Fred Hidalgo, "beau livre", 2004, 144 pages.
- Georges Moustaki, la ballade du métèque, de Louis-Jean Calvet, 2005, 360 pages.
- Vivre et chanter en France, tome 1 (1945-1980), de Serge Dillaz, 2005, 480 pages.
- Vivre et chanter en France, tome 2 (1981-2006), de Serge Dillaz, 2007, 410 pages.
- Hubert-Félix Thiéfaine, jours d'orage, de Jean Théfaine, 2005, 340 pages (édition revue et augmentée en 2011, 440 pages).
- Le Roman de Daniel Balavoine, de Didier Varrod, 2006, 330 pages.
- Le Monde et cætera, d'Yves Simon, 2006, 234 pages.
- Charles Aznavour ou le destin apprivoisé, de Daniel Pantchenko avec Marc Robine, 2006, 632 pages.
- Georges Brassens, le regard de Gibraltar, de Jacques Vassal, 2007, 230 pages.
- Barbara, portrait en clair-obscur, de Valérie Lehoux, 2007, 480 pages.
- Gilles Vigneault de Natashquan, de Marc Legras et Gilles Vigneault, 2008, 272 pages.
- Gainsbourg en dix leçons, de Bertrand Dicale, 2009, 296 pages.
- Johnny Hallyday, histoire d'une vie, de Jean-Dominique Brierre et Mathieu Fantoni, 2009, 415 pages.
- Jean Ferrat, je ne chante pas pour passer le temps, de Daniel Pantchenko, 2010, 572 pages.